# 日産・ハイウェイスター
ハイウェイスター（Highway STAR）は、日産自動車のミニバン（ルークスとデイズシリーズのみ軽トールワゴン）のカスタマイズカーシリーズである。

## 特徴
スポーティモデルで、クロームをふんだんに使用したグリルが特徴である。
最初に登場したのは1995年8月の「ラルゴ ハイウェイスター」で、当時はオーテックジャパン（現:日産モータースポーツ&カスタマイズ オーテック事業部）の特装車であったが、人気が出過ぎてオーダー待ちが長引いたため、1996年のマイナーチェンジでオーテックでの架装から工場（当時は愛知機械工業）完成車両に切り替わっている。
上述のラルゴと1996年登場のセレナ（C23中期）以外、ライダーとは違って製造が日産及びOEM元の各工場での完成車になるので、運輸支局にてナンバー取得する際、車体を持ち込み発行してもらう（＝持ち込み登録）必要がない。各モデルとも売れ筋のグレードである為、納車も通常モデルと比べると時間がかかる場合が多い。
全車種とも車体全体にエアロパーツが装着されているため、段差等には細心の注意が必要である。

## 車種

### 現行
| 車名                          | 型式       | 備考                                                                                             |
| ----------------------------- | ---------- | ------------------------------------------------------------------------------------------------ |
| エルグランド ハイウェイスター | E52        |                                                                                                  |
| セレナ ハイウェイスター       | C28        | 同じエアロパーツを装備するハイウェイスターとは別の最上位グレード「ルキシオン」が設定されている。 |
| デイズ ハイウェイスター       | AA1 (B40W) | 軽トールワゴン。 eKクロスの共同開発車で三菱自動車工業製                                          |
| ルークス ハイウェイスター     | BA1 (B30A) | 軽トールワゴン。 eKクロス スペースの共同開発車で三菱自動車工業製。                               |

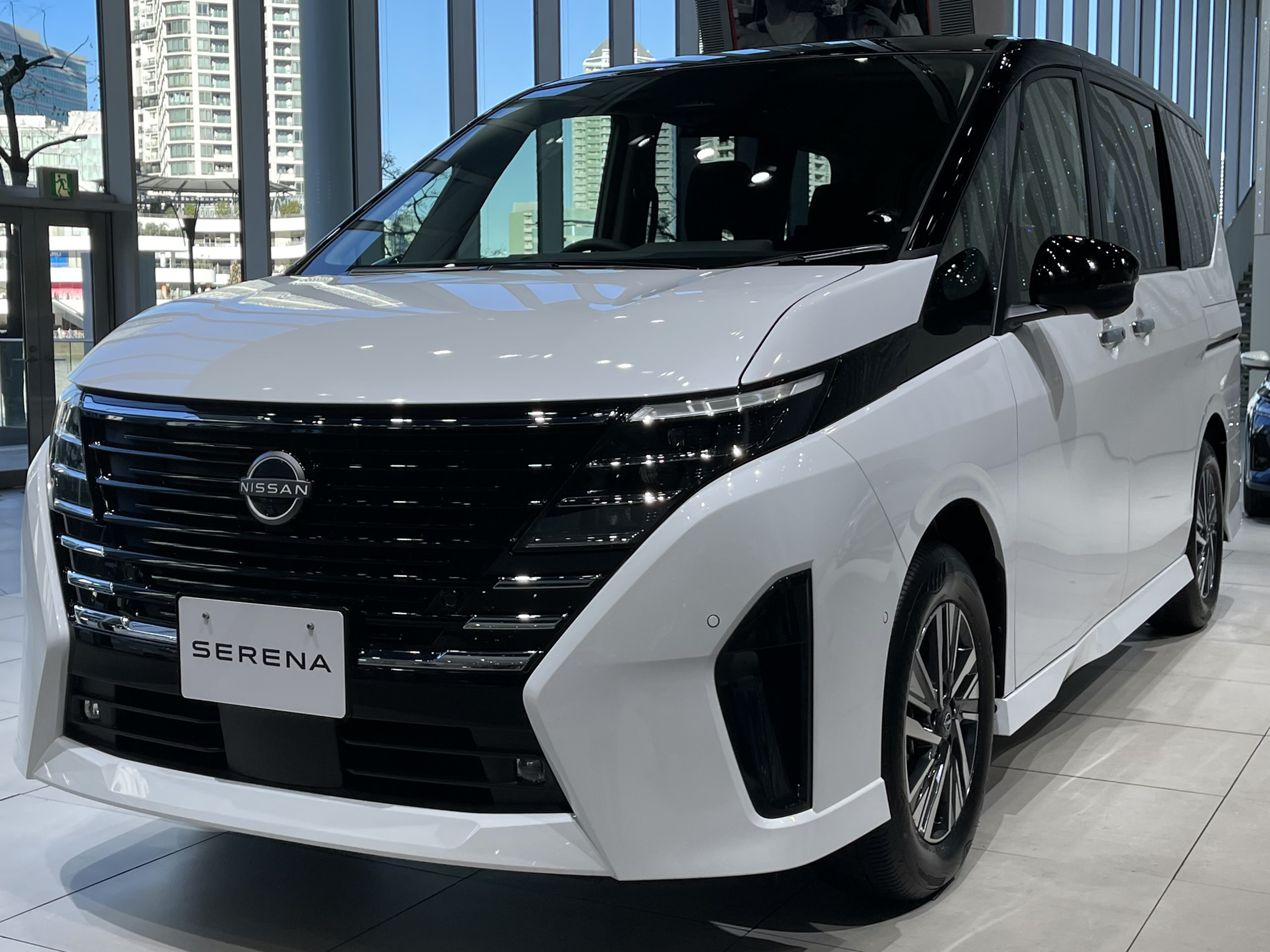
セレナ ハイウェイスター
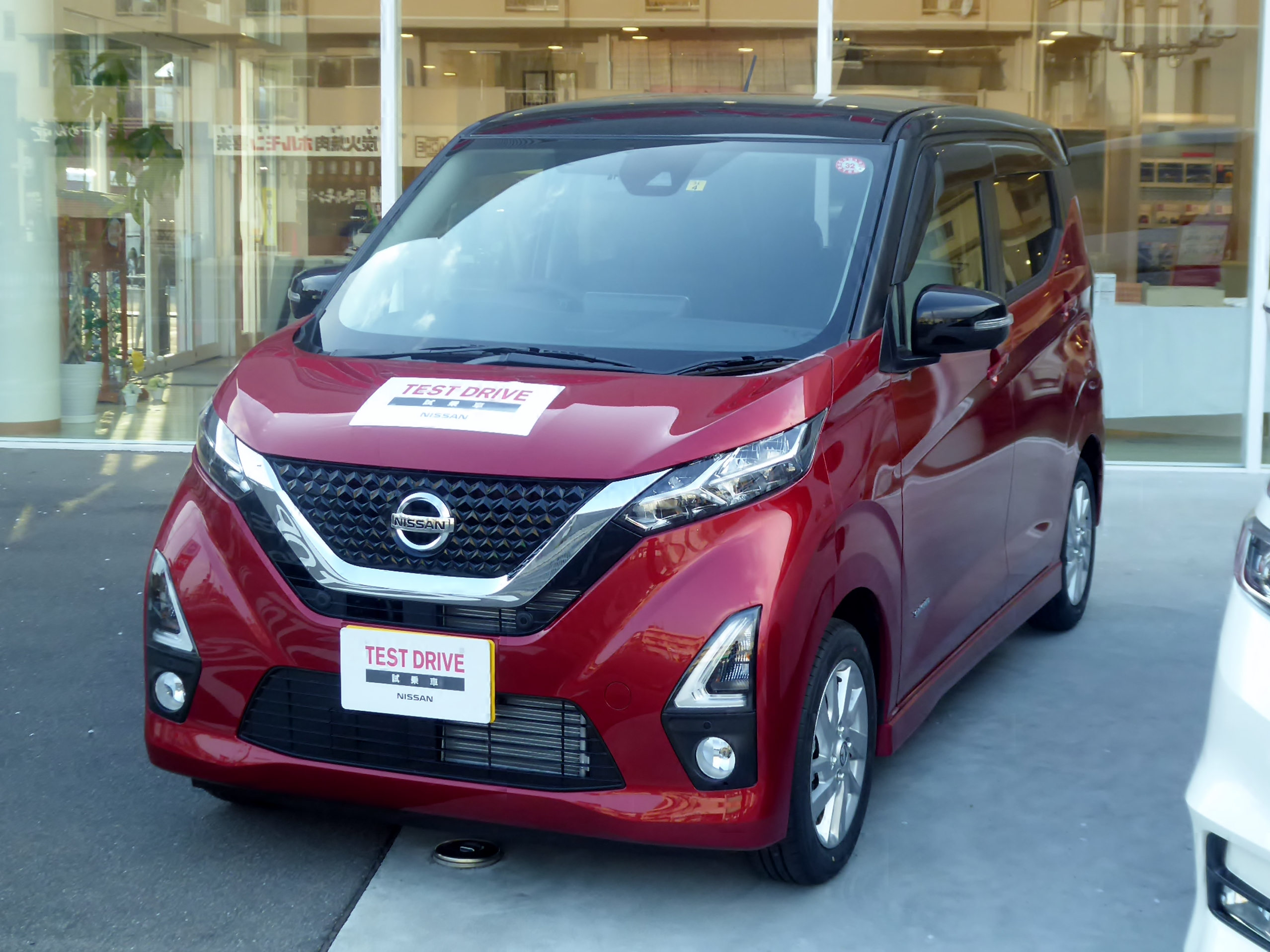
デイズ ハイウェイスター
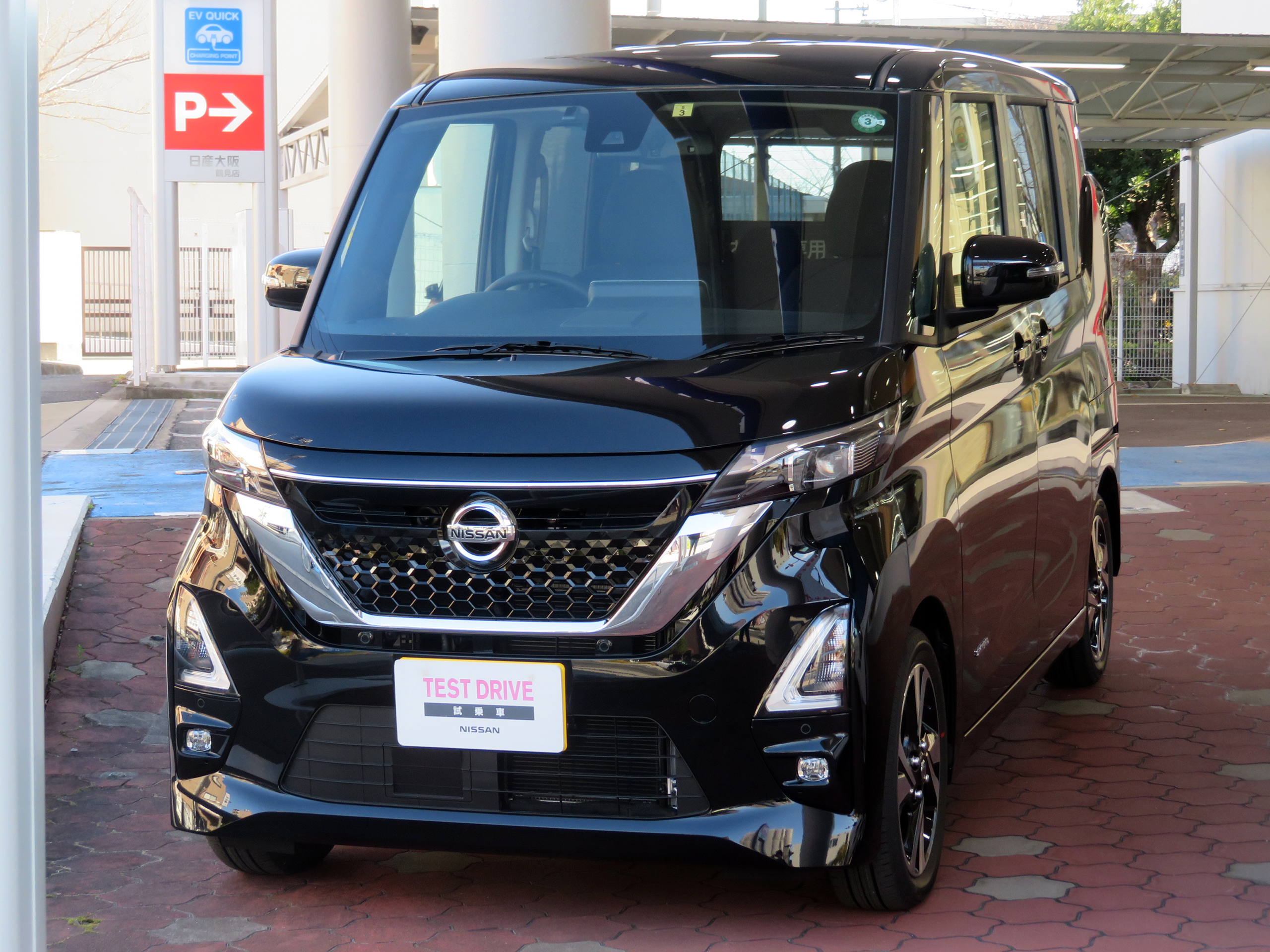
ルークス ハイウェイスター

### 過去
| 車名                                | 型式                | 備考 |
| ----------------------------------- | ------------------- | --- |
| エルグランド ハイウェイスター       | E50 E51             | |
| セレナ ハイウェイスター             | C23 C24 C25 C26 C27 | C23中期は持ち込み登録。 C25以降は3ナンバー登録。                                                                          |
| ラルゴ ハイウェイスター             | W30                 | 最初のハイウェイスター。前期は持ち込み登録。                                                                              |
| ラルゴ ハイウェイスターツーリング   | W30                 | |
| プレサージュ ハイウェイスター       | U30後期             | |
| バサラ ハイウェイスター             | JU30後期            | |
| プレーリーリバティ ハイウェイスター | M12                 | |
| ラフェスタ ハイウェイスター         | B30 B35（CW系）     | 2代目（B35）はプレマシーのOEMのマツダ製で、完全にハイウェイスターのみの設定（ハイウェイスターの名称を入れての車名扱い）。 |
| ルークス ハイウェイスター           | VA0 (ML21S)         | 軽トールワゴン。 初代はパレットSWのOEMでスズキ製。                                                                        |
| デイズ ハイウェイスター             | AA0 (B21W)          | 軽トールワゴン。 eKカスタムの共同開発車で三菱自動車工業製。                                                               |
| デイズルークス ハイウェイスター     | BA0 (B21A)          | 軽トールワゴン。 eKスペースカスタムの共同開発車で三菱自動車工業製。                                                       |

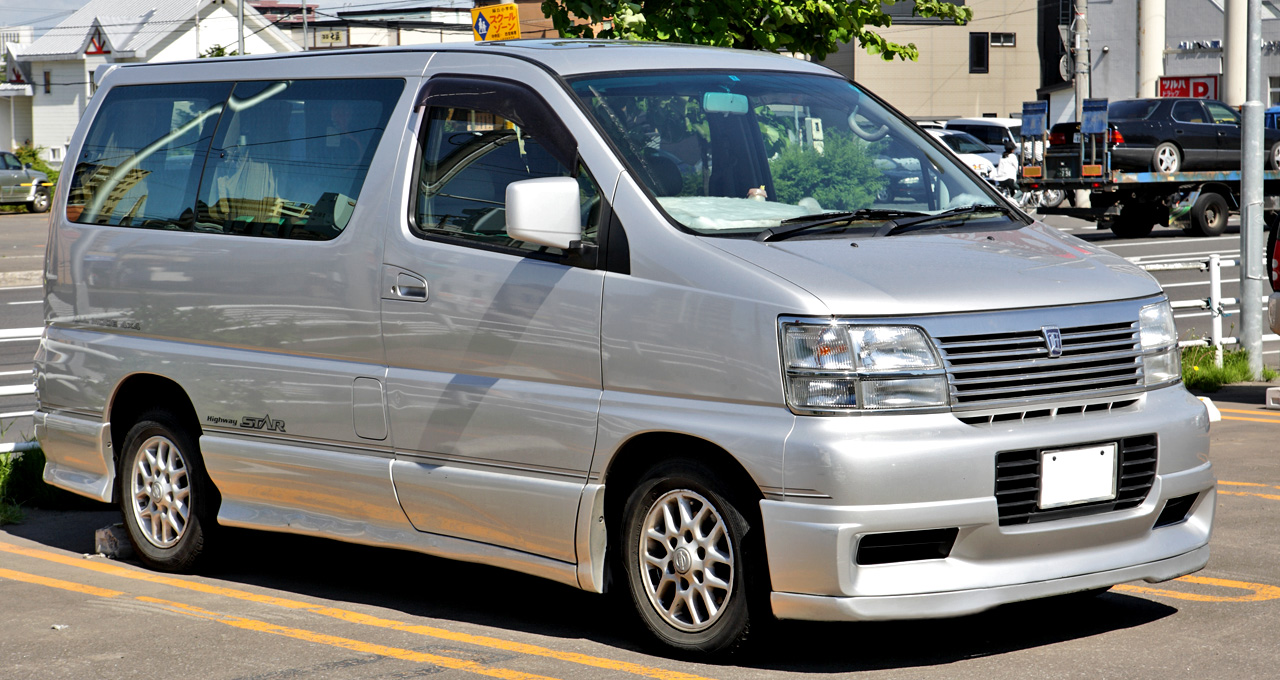
エルグランド ハイウェイスター （初代・E50型）
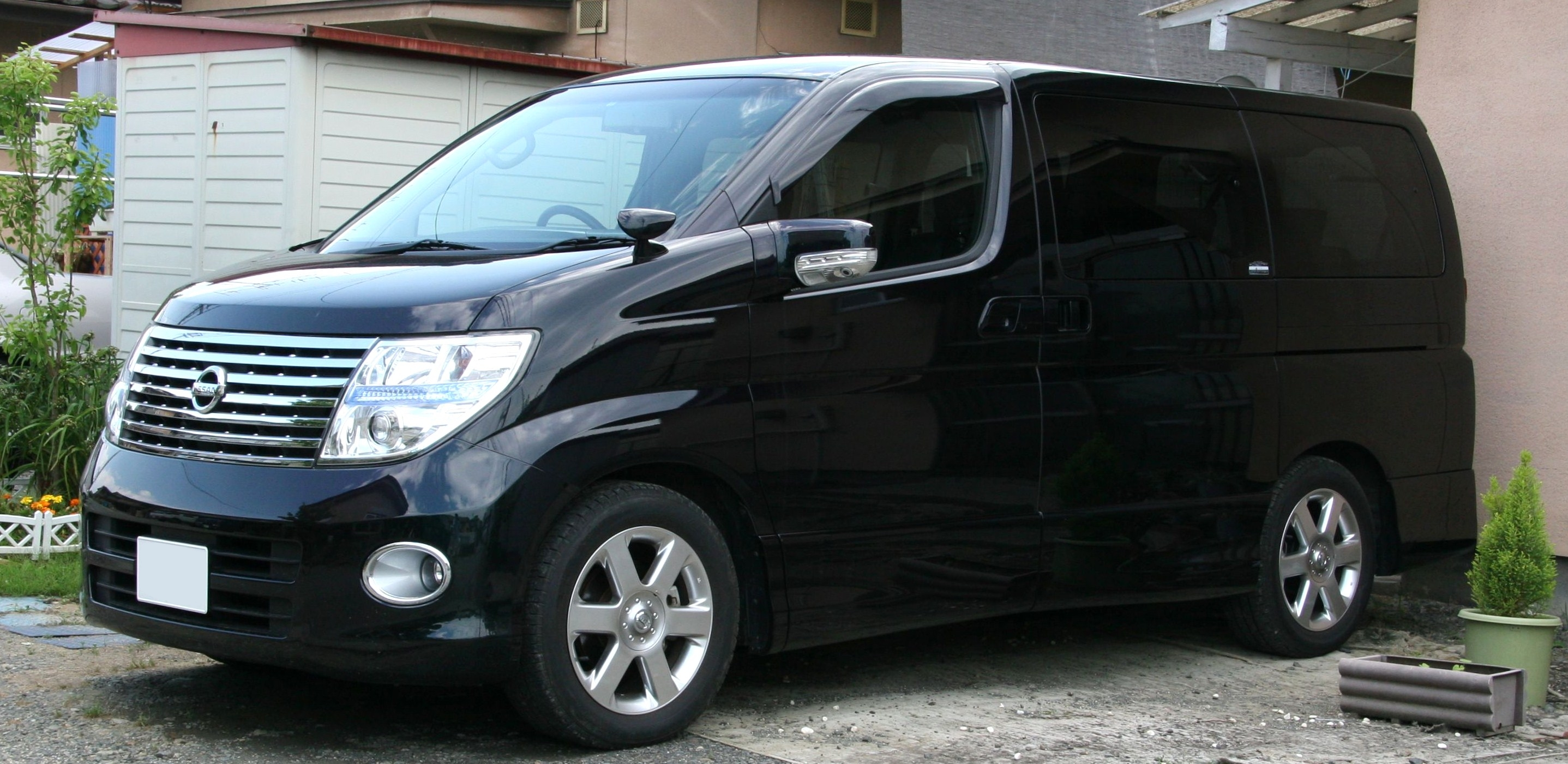
エルグランド ハイウェイスター （2代目・E51型）
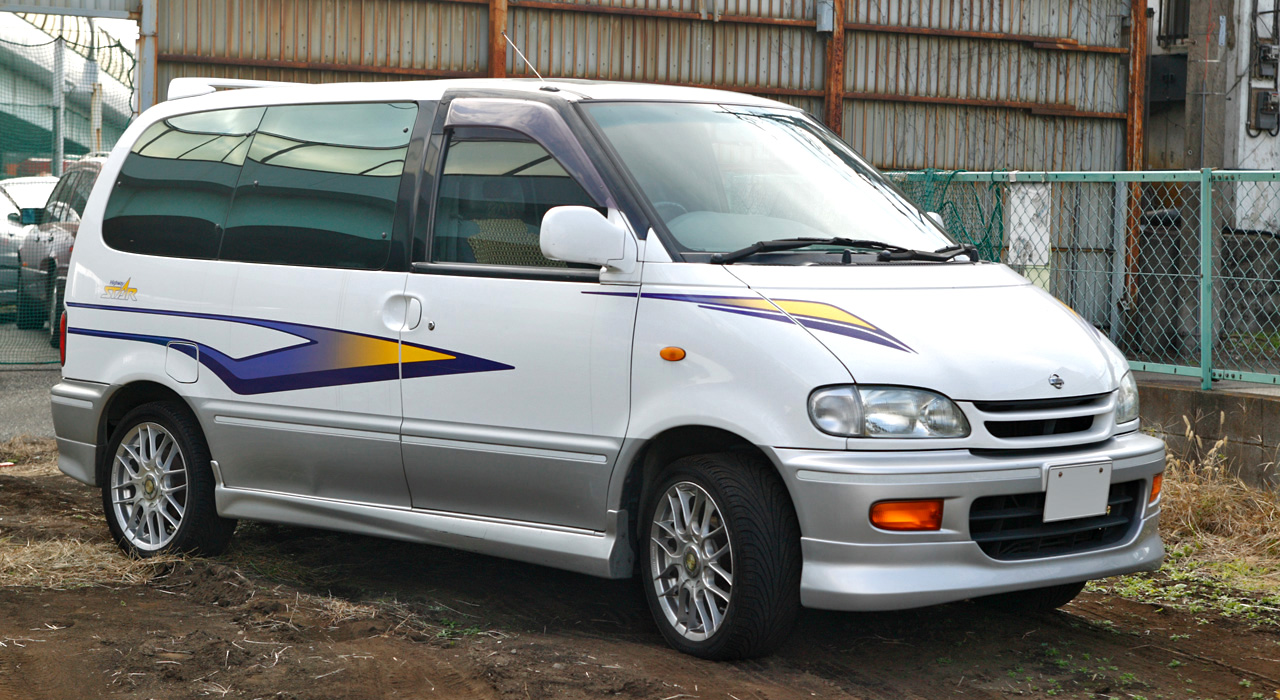
セレナ ハイウェイスター （初代・C23型）
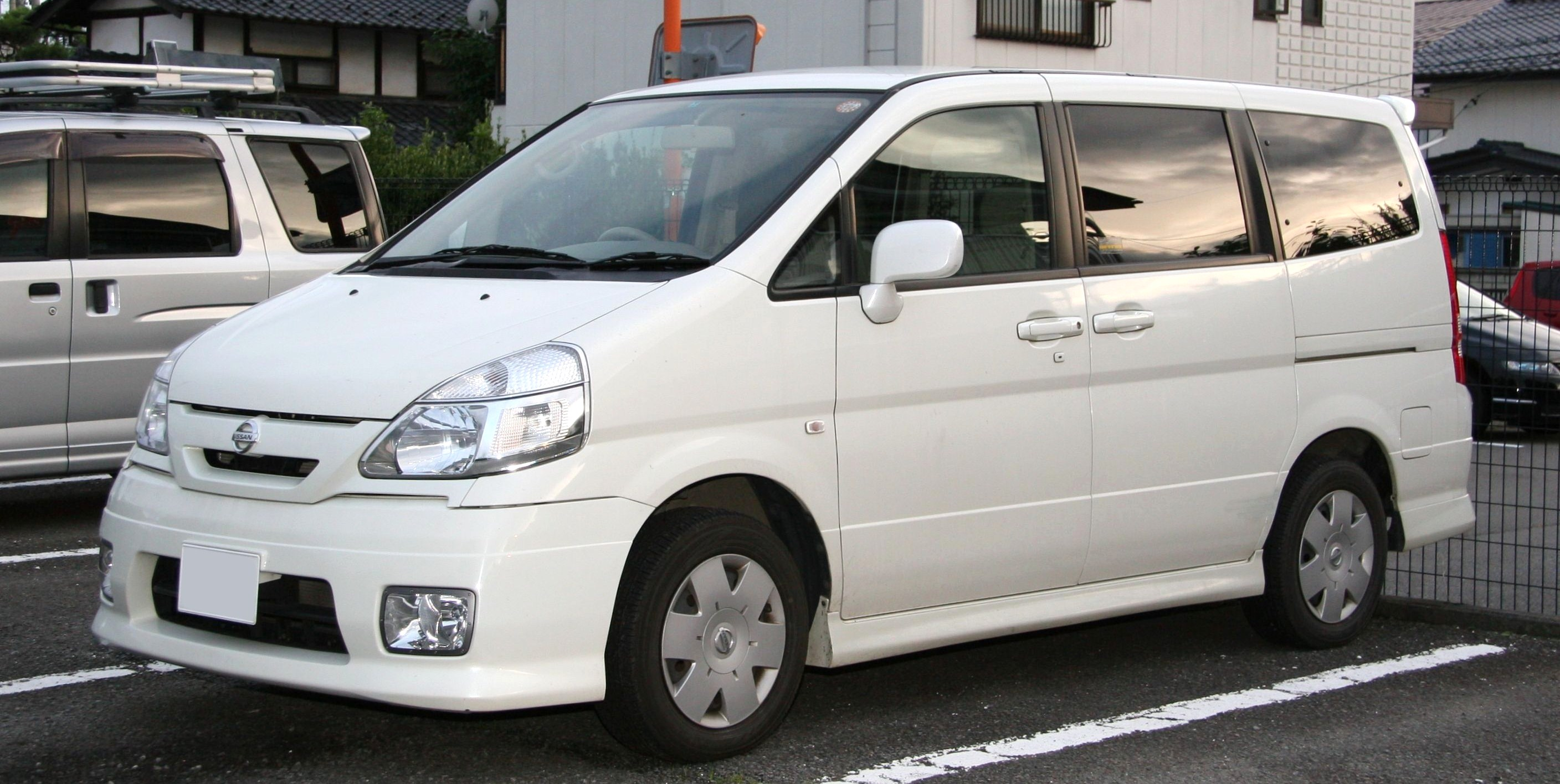
セレナ ハイウェイスター （2代目・C24型）
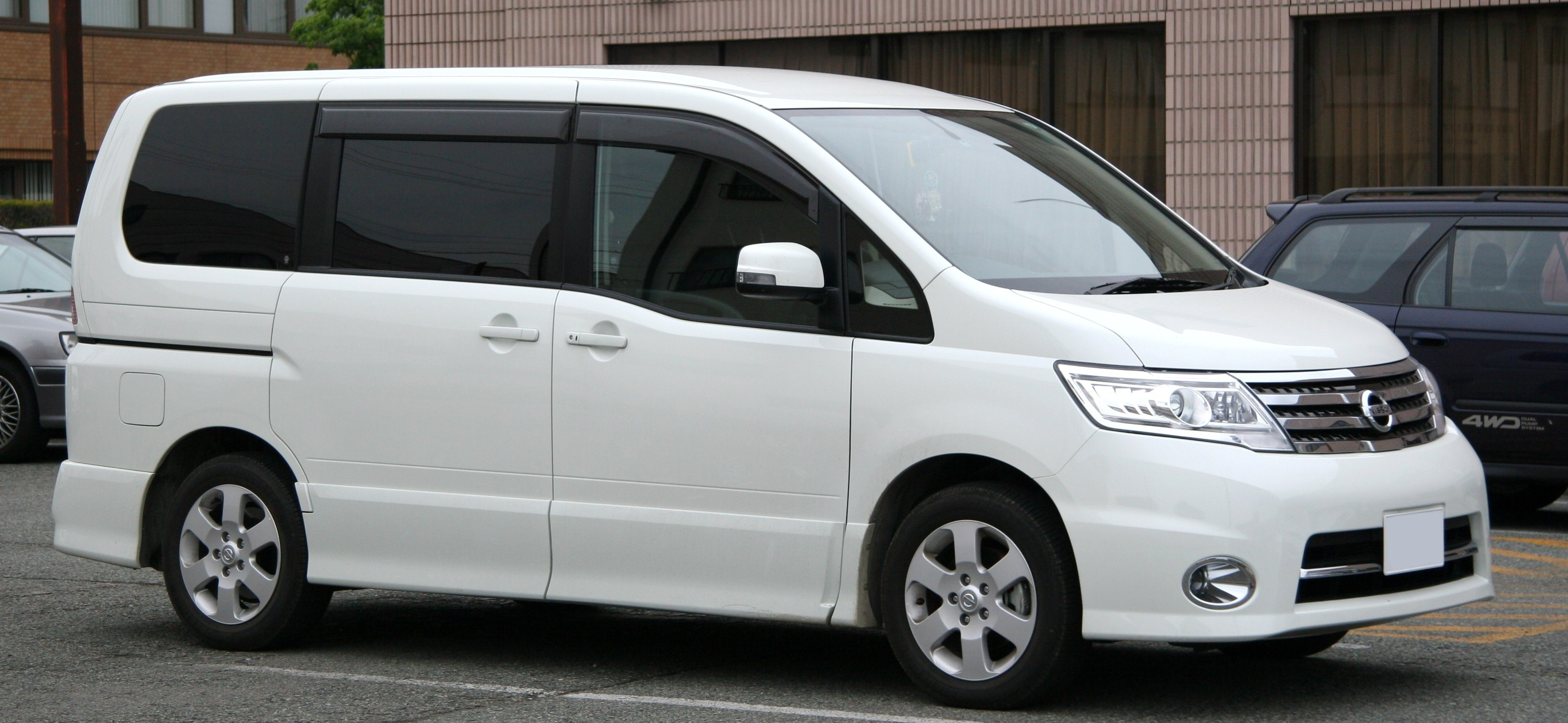
セレナ ハイウェイスター （3代目・C25型）
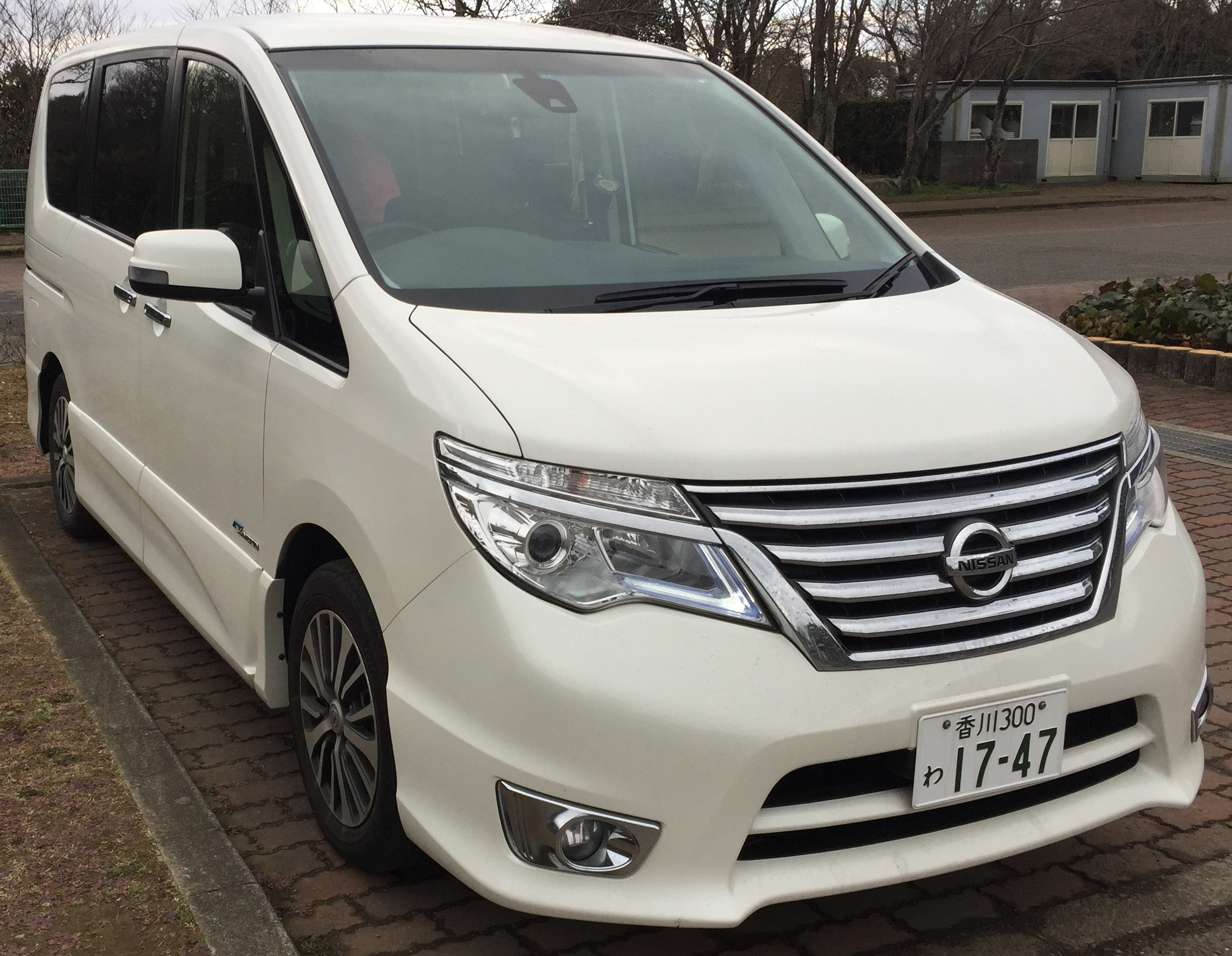
セレナ ハイウェイスター （4代目・C26型）
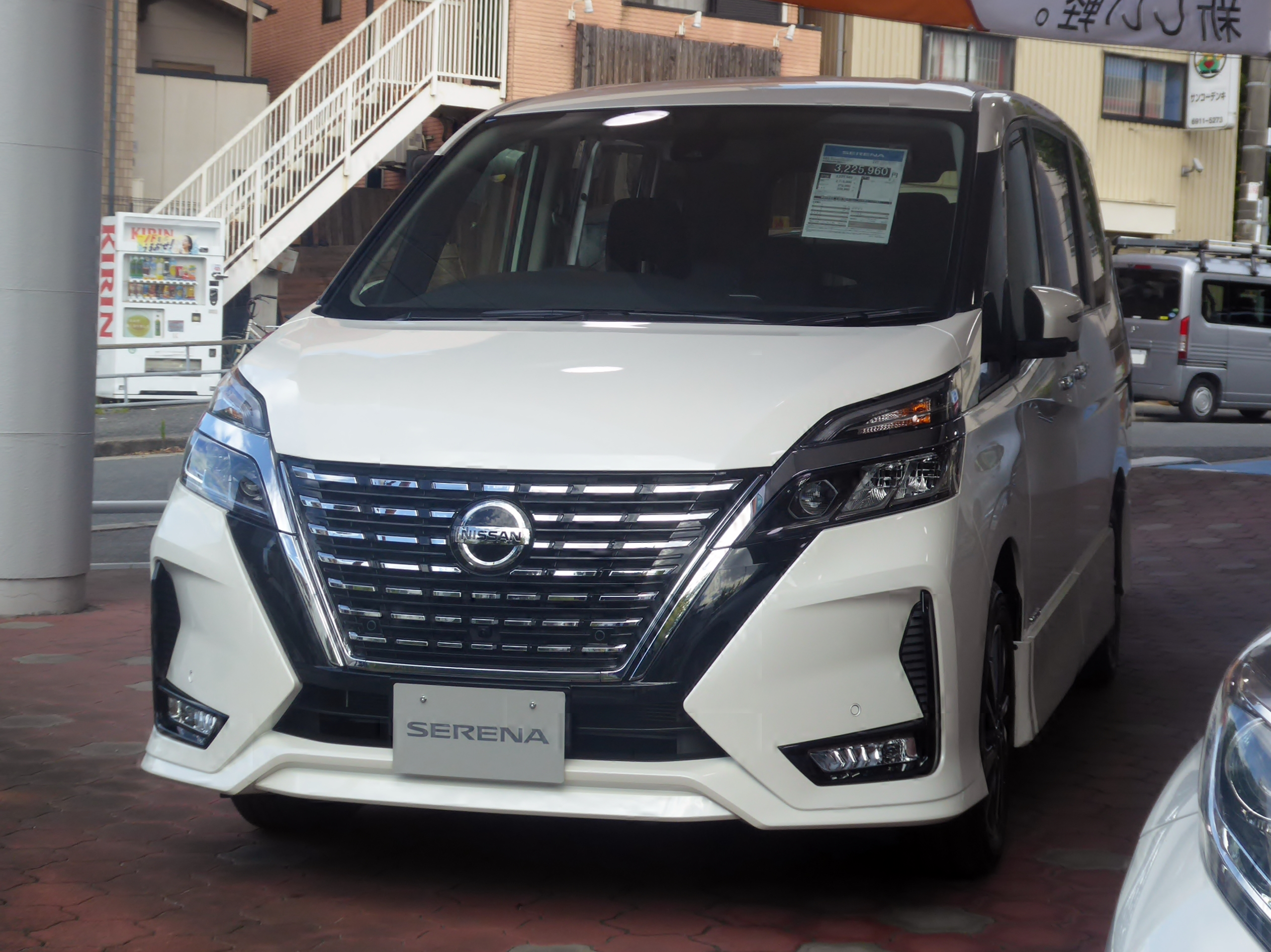
セレナ ハイウェイスター （5代目・C27型）
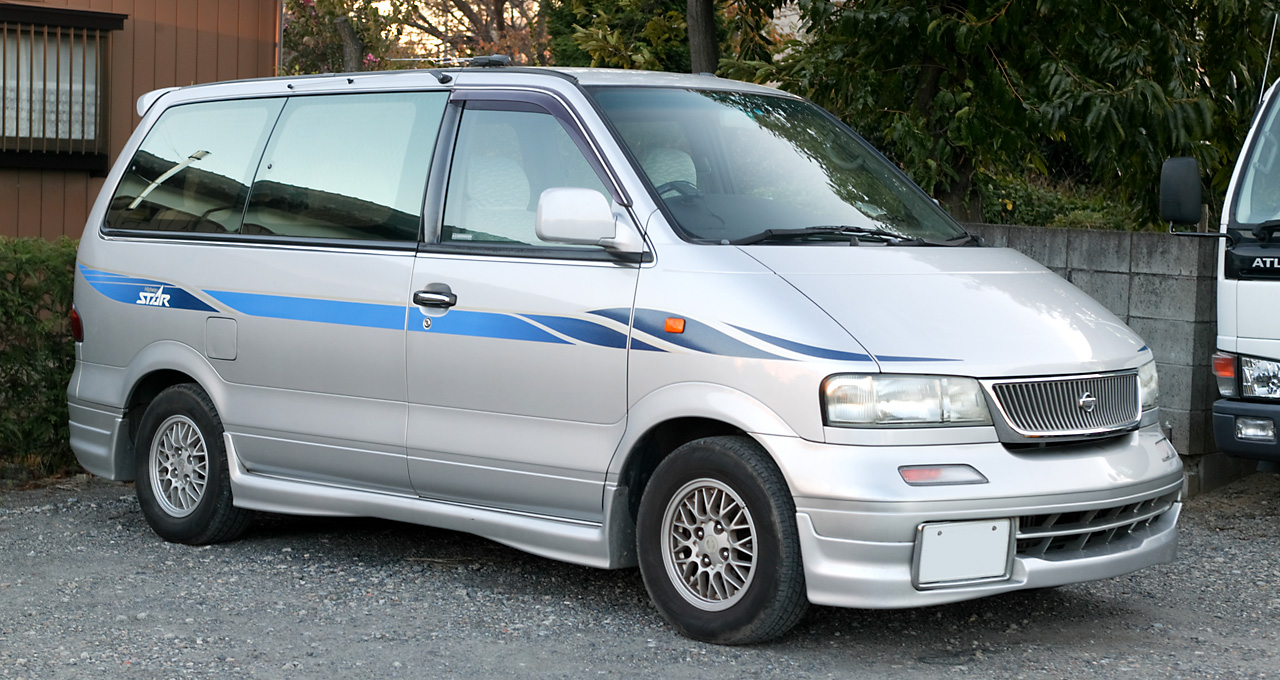
ラルゴ ハイウェイスター
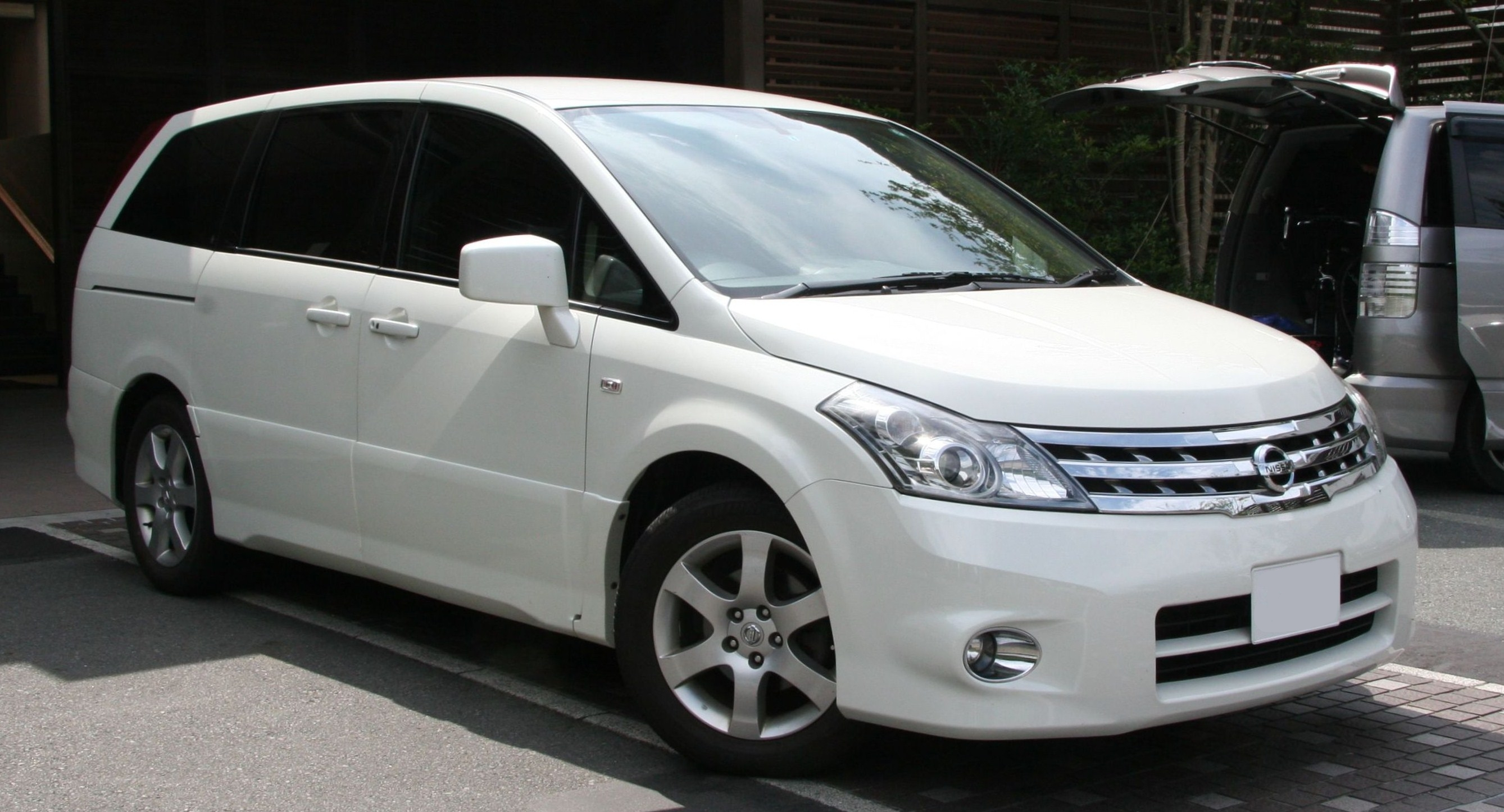
プレサージュ ハイウェイスター
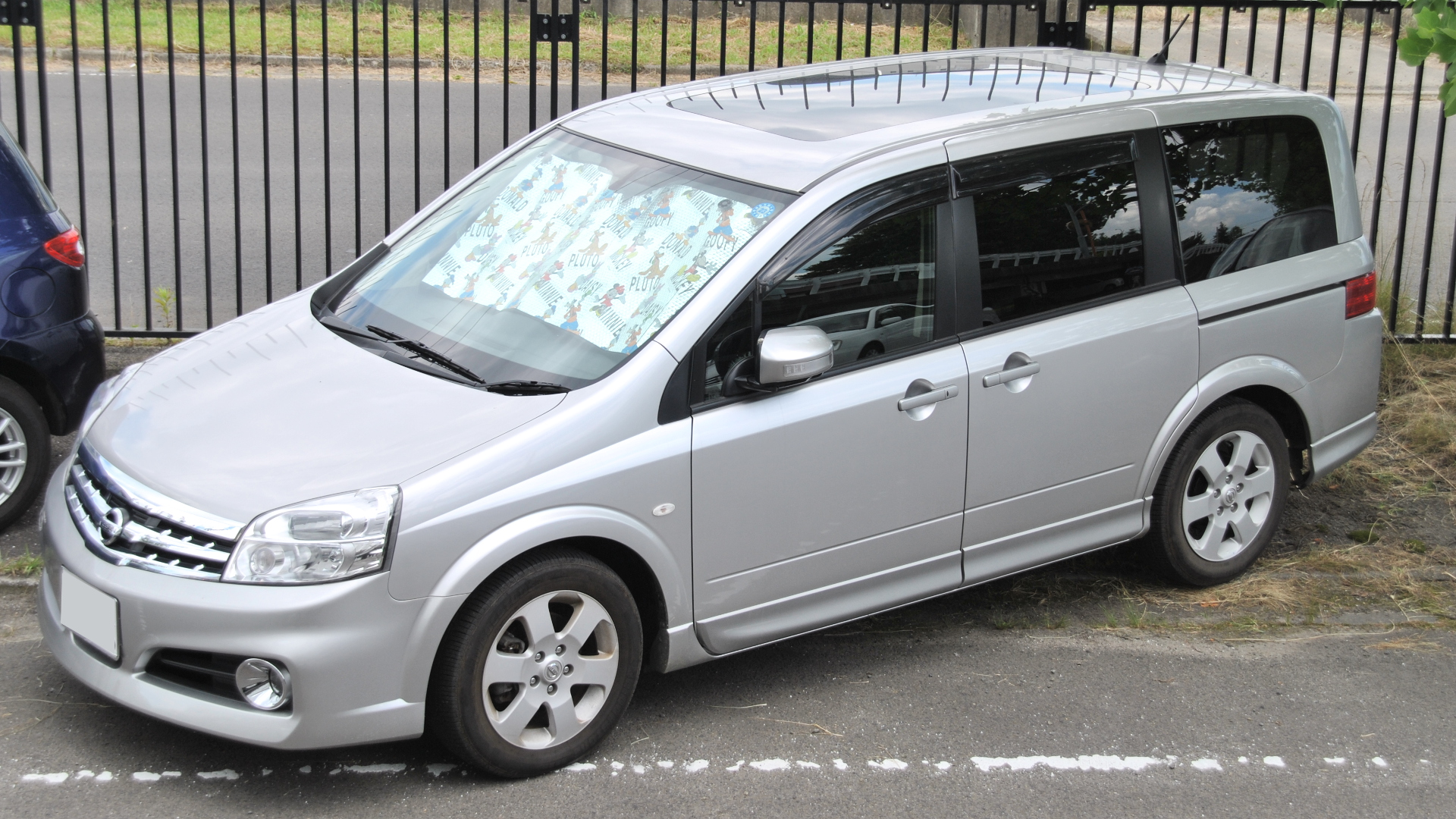
ラフェスタ ハイウェイスター （初代・B30型）
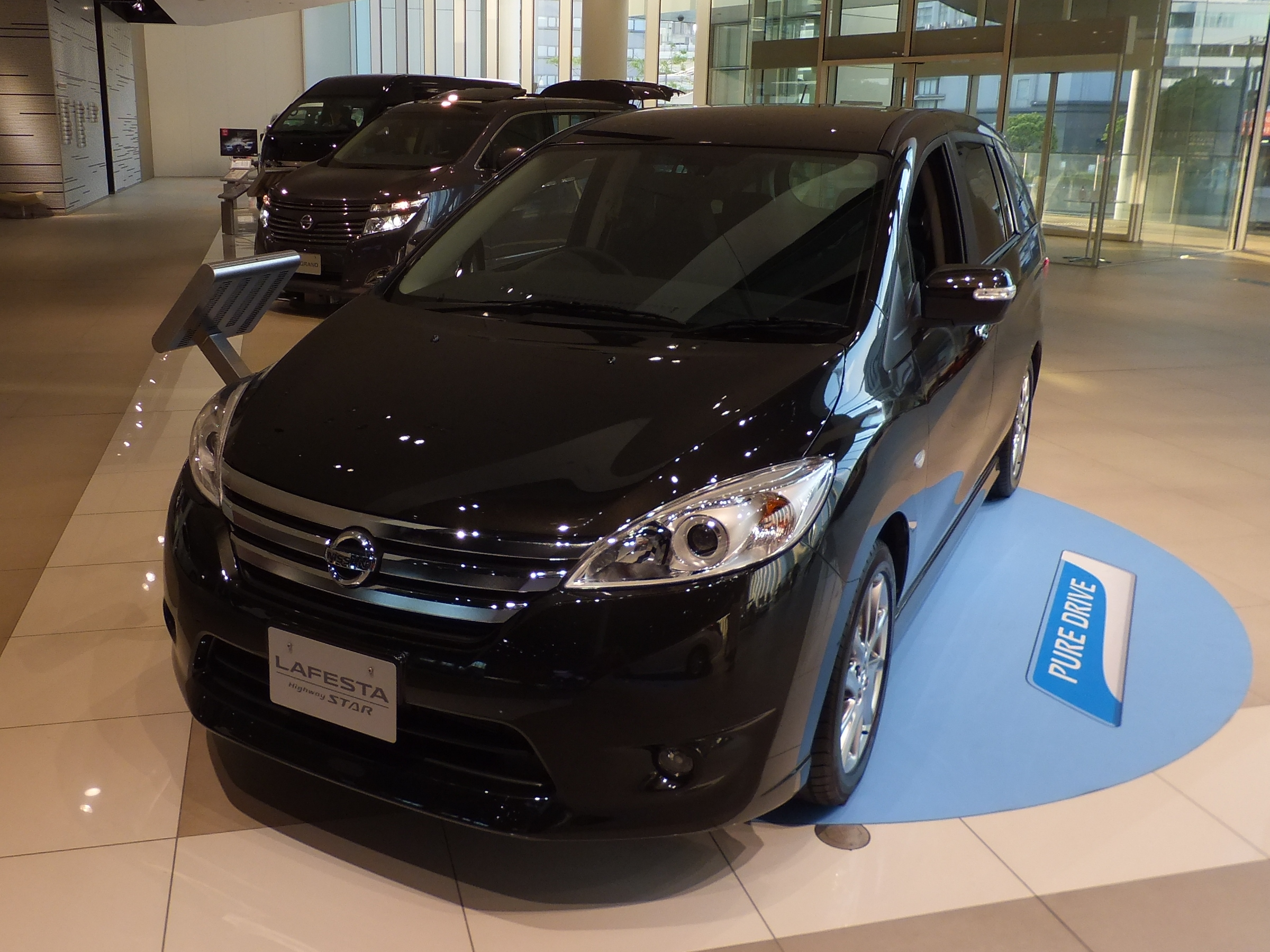
ラフェスタ ハイウェイスター （2代目・B35型）
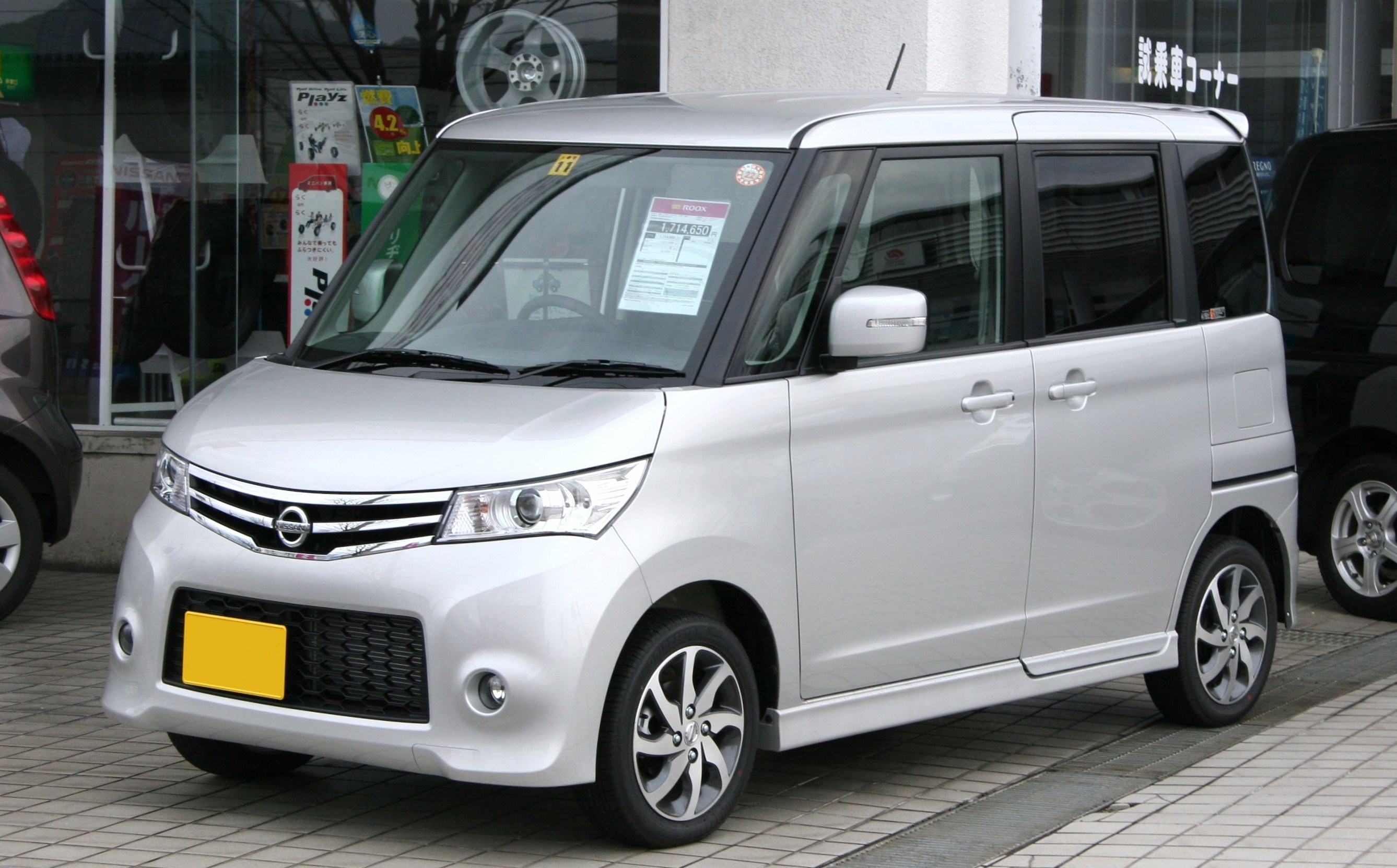
ルークス ハイウェイスター （初代・VA0型）
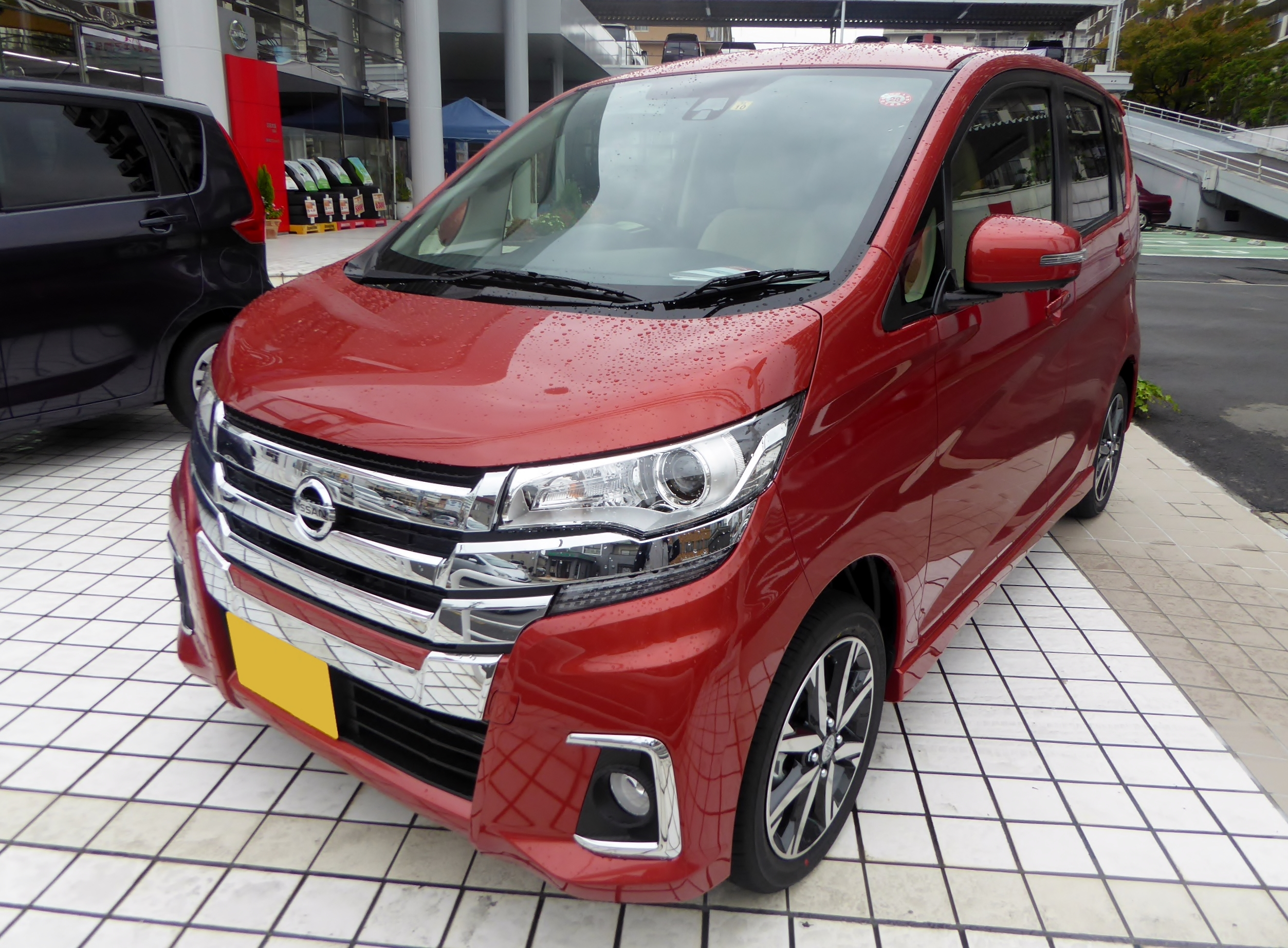
デイズ ハイウェイスター （初代・B21W型）
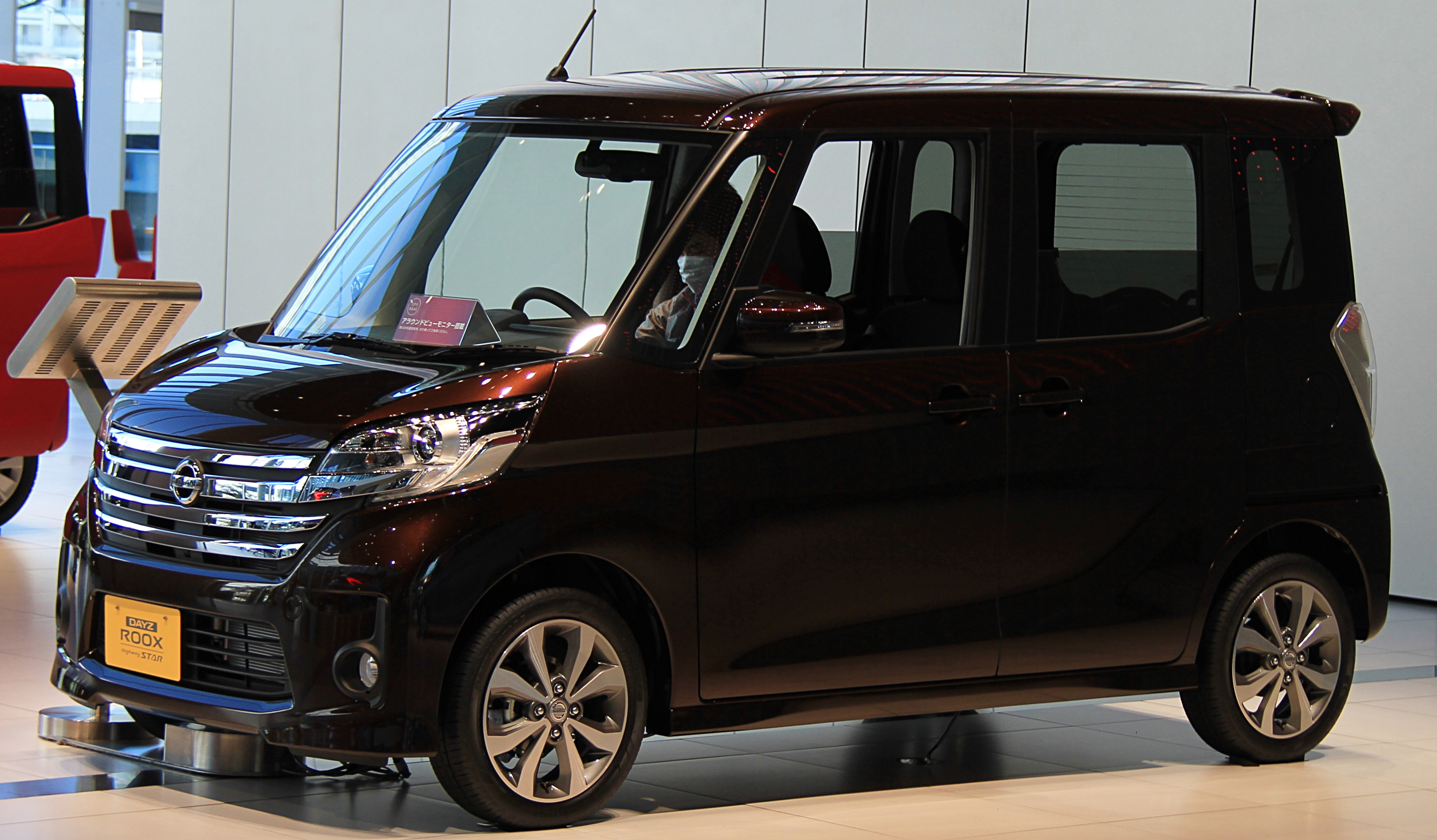
デイズルークス ハイウェイスター